# 763 pr. n. št.

## Dogodki
- 15. junij – Asirski Sončev mrk